# 309 Fraternitas
309 Fraternitas là một tiểu hành tinh ở vành đai chính. Nó được Johann Palisa phát hiện ngày 6.4.1891 ở Viên, và được đặt theo tên tiếng Latinh Fraternitas, nghĩa là "Tình anh em".